# Sezione archeologica del museo civico di Crema e del Cremasco

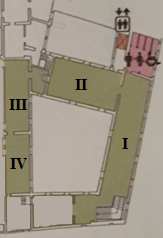
Piantina della Sezione Archeologica, con l'indicazione delle sale.

La Sezione Archeologica del Museo Civico di Crema e del Cremasco è la più antica fra le collezioni ospitate nell’edificio museale, presente fin dalla sua fondazione, nel 1960.

## Origini e storia delle collezioni
La Sezione Archeologica del Museo Civico di Crema e del Cremasco nacque nel momento in cui venne fondato il museo, nel 1960. Allora il museo era provvisoriamente costituito (in attesa di una sistemazione definitiva) da tre ambienti: una saletta nella quale erano esposti i reperti di archeologia, un’altra che ospitava la mostra del Risorgimento, una terza sui pittori cremaschi. Tali ambienti erano situati in un’ala al piano terreno del chiostro meridionale dell’ex-convento, presso il refettorio. La Sezione venne organizzata da Mario Mirabella Roberti (soprintendente alle Antichità della Lombardia dal 1953 al 1973), Anna Maria Tamassia, ispettrice della Soprintendenza e da Vincenzo Fusco, professore presso l’Università degli Studi di Milano.
Il Mirabella volle dare un’idea dell’evoluzione storica del territorio cremasco anche integrando il materiale “locale” con quello proveniente da contesti esterni. Per territorio cremasco si intende, ai fini archeologici, quell'area che ha il suo centro nella città di Crema e i cui confini sono (approssimativamente) i seguenti: a Nord il limite superiore della zona delle risorgive (corrisponde al confine tra la provincia di Bergamo e quella di Cremona); a Ovest e a Sud il fiume Adda fino a Pizzighettone, a Est il Serio Morto e parte del fiume Oglio, È un'area perciò definita da confini naturali, leggermente più ampia del cosiddetto Cremasco storico, configuratosi nell'età medioevale e nell'età moderna.
Nel 1992, ad opera di Lynn Arslan Pitcher, ispettrice della Soprintendenza per i Beni Archeologici della Lombardia, si inaugurò un nuovo allestimento, più attento ad illustrare i modi della frequentazione del territorio sulla base della documentazione archeologica disponibile, nonostante la difficoltà nell’ordinare reperti spesso provenienti da rinvenimenti casuali. I criteri che sono stati seguiti per l'esposizione sono in parte cronologici e in parte topografici, per dare un'idea sia dell'evoluzione storica sia delle caratteristiche del luogo dove sono venuti alla luce i reperti. Ampio spazio è stato dedicato all'aspetto didattico: numerosi pannelli danno notizia sia dei singoli reperti sia delle caratteristiche storiche dell'epoca alla quale appartengono.
L’attuale sistemazione è stata inaugurata nel 2011, anch’essa ad opera dei funzionari della Soprintendenza Archeologica della Lombardia, con il contributo del personale del museo. Riflette quella del ’92, con un’attenzione particolare alla moderna didattica museale. Le didascalie relative ai materiali esposti sono state collocate sia sfruttando la superficie delle vetrine sia all’interno delle vetrine stesse o sulle pareti delle sale con grandi pannelli.
Ci si è ispirati in particolare all’allestimento del Landesmuseum di Costanza e al Latenium di Neuchatel.
Nella parte superiore di ciascuna vetrina è stata poi collocata una linea del tempo che evidenzia l’epoca a cui i materiali esposti nelle vetrine si riferiscono. L’epoca viene evidenziata con un quadratino di colore verde, colore che, all’interno delle collezioni del Museo, identifica la sezione archeologica.
I materiali esposti coprono un arco di tempo lunghissimo, dal Paleolitico all'età delle invasioni barbariche e oltre, fino all’Età Moderna.

## Il Quaternario
I reperti più antichi della Sezione sono quelli relativi all’era geologica del Quaternario.
Sono esposti nella vetrina numero 1: si tratta di una parte dei fossili rinvenuti nel territorio; altri sono custoditi nei magazzini: ossa di alce (Alces alces), di uro (Bos primigenius, probabilmente risalente all'interglaciale Riss-Wurm) e di vari cervidi.
Sul ripiano superiore:
- Mandibola di cervo (Cervus elaphus) (da Crema)
- Palco di corna di un cervo (Cervus elaphus) (da Crotta d'Adda)

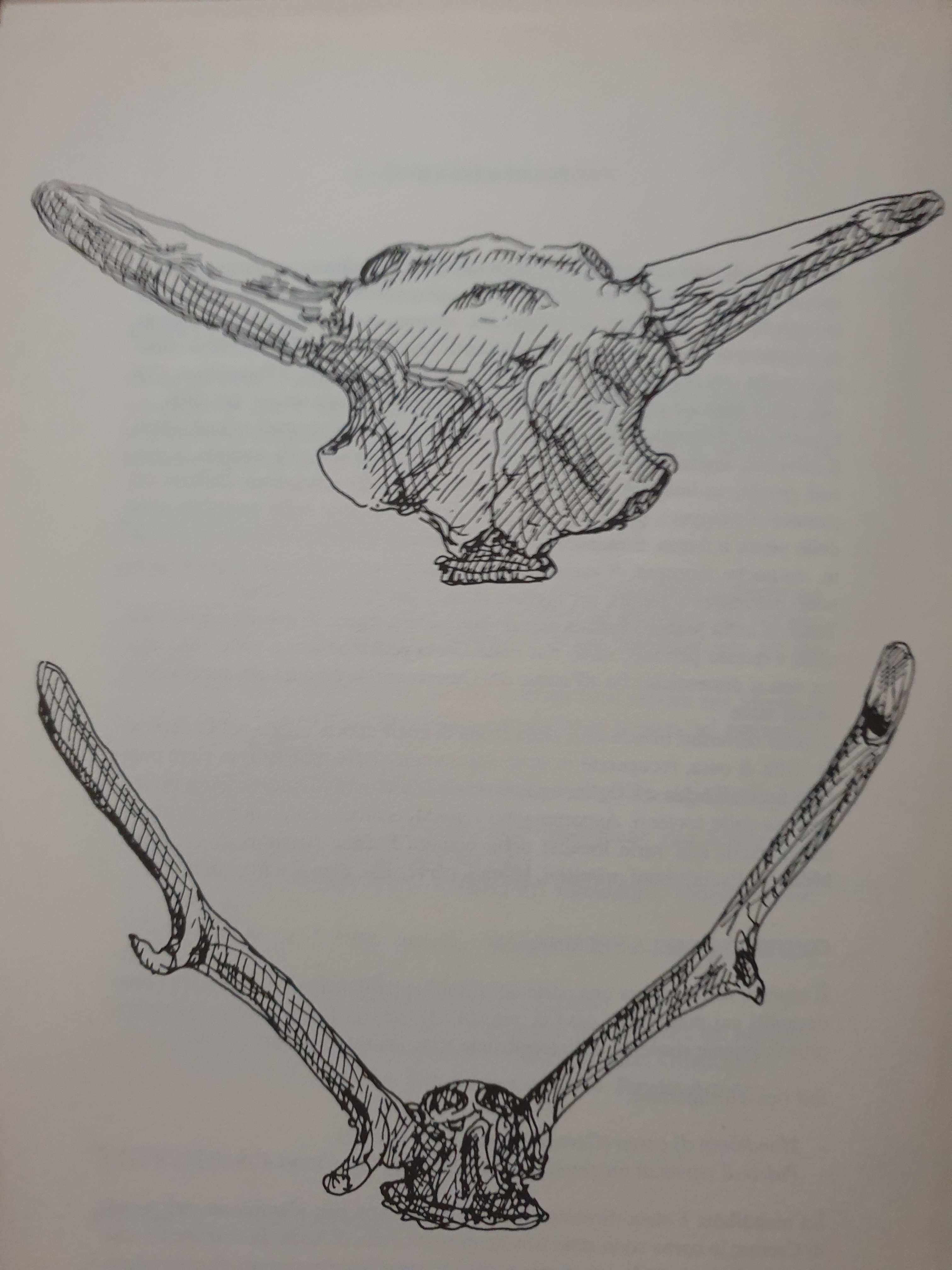
Cranio di "Bison priscus" (in alto) e corna di "Cervus elaphus" (in basso)

La mandibola è stata rinvenuta in una località non ben identificata nei pressi di Crema; le corna sono state trovate presso Crotta d'Adda. In entrambi i casi si tratta di resti di Cervus elaphus; si può supporre che si tratti di resti relativamente recenti, risalenti al periodo successivo alla glaciazione di Wurm, quando si verificò un riscaldamento del clima che portò anche ad una forestazione della pianura Padana, creando così un ambiente particolarmente adatto agli ungulati, e in particolare alla famiglia dei cervidi. La specie più diffusa fu il Cervus elaphus, di cui nei depositi alluvionali dei fiumi padani sono siate identificate due sottospecie: il Cervus elaphus maral e il Cervus elaphus hippelaphus. La sottospecie maral assomiglia al wapiti americano ed ha dimensioni maggiori dell'hippelaphus. Oggi sopravvive solo nel Caucaso. La sottospecie hippelaphus, alla quale appartiene presumibilmente il reperto esposto nella vetrina, è il cervo nobile o cervo europeo (in Italia oggi si trova nelle Alpi centro - orientali). I primi hippelaphi comparvero nell'interglaciale Riss-Wurm, ma nella Padania si diffusero soprattutto nel periodo successivo alla glaciazione di Wurm (i più antichi esemplari del genere cervus invece sono originari dell'Asia centrale e sono antichissimi: risalgono alla fine del Terziario).
Sul ripiano inferiore:
- Parte del cranio di un bisonte (Bison priscus) (rinvenuto in una cava di ghiaia presso Quinzano d'Oglio).

Si tratta di Bison o Simobison priscus Bojanus, una specie diffusa nella pianura Padana soprattutto nel Wurmiano, e nel resto dell'Europa anche dalla glaciazione di Mindel. È chiamato "bisonte delle steppe" perché la steppa era il suo ambiente naturale. Di dimensioni maggiori del bisonte europeo attuale (Bison bonasus), non poteva, come questo vivere nelle foreste, ma prediligeva i grandi spazi erbosi, al pari del bisonte americano odierno (Bison bison). I maschi potevano raggiungere i due metri di altezza al garrese e una lunghezza di due metri e 70 cm. Le corna arrivavano ad un metro e 20 cm. Le femmine invece avevano dimensioni minori. In Italia si diffuse in prevalenza nei periodi freddi e nelle regioni del nord, migrando nell'Europa centrale e settentrionale durante i periodi caldi. Dopo la glaciazione di Wurm, per adattarsi alle nuove condizioni ambientali (aumento della temperatura e diffusione delle zone a foresta) si trasformò nell'attuale Bison bonasus, di dimensioni più ridotte e con corna più piccole e ricurve.

## L’età romana
Il Cremasco in età romana, intorno alla fine del I sec. a.C., era compreso nel processo di centuriazione dell'ager bergomensis (il territorio agricolo della colonia di Bergamo). Venne probabilmente incorporato nella Regio XI e costituì l'estremità orientale di tale regione (il confine tra la regio XI e la X era rappresentato dal fiume Oglio fino a Soncino e da qui da una immaginaria linea retta Soncino - Pizzighettone). Poi, con la riforma amministrativa di Diocleziano (fine sec. III), venne incluso nella provincia Venetia et Histria.  Probabilmente per il Cremasco passava una strada da Brescia a Lodi Vecchio (Brixia-Laus Pompeia), seguendo molto approssimativamente il tracciato dell'odierna strada statale 235 (Brescia Orzinuovi Crema Lodi Pavia): essa è documentata fino a Orzinuovi. Vi passava anche una strada, chiamata poi nel Medioevo Strada Regia, che costeggiava il Serio in sponda sinistra. Una terza via di comunicazione importante era la via romana Cremona Pizzighettone (Acerrae) Lodi Vecchio (Laus Pompeia) Milano.Tuttavia, non si sono rinvenute tracce di centri urbani o di abitazioni risalenti a quest'epoca, ad eccezione della villa (grande edificio adibito ad abitazione privata, costruito in piena campagna) di Palazzo Pignano: questa località, secondo le fonti archeologiche e storiche, fu probabilmente il centro più importante del Cremasco in età romana, svolgendo un ruolo simile a quello che oggi svolge Crema (di cui non esistono tracce documentarie tali da poterne stabilire l'esistenza in questo periodo).  Si possono tuttavia ipotizzare insediamenti a Camisano, a Castelleone e a Ricengo, da dove provengono diversi materiali esposti nel museo. Altri probabili insediamenti anche a Rovereto di Credera, Bagnolo, Casale Cremasco, Sergnano, Offanengo, Ticengo, Romanengo, Madignano, e Ripalta Arpina (in queste ultime località sono state scoperte necropoli tardoromane).

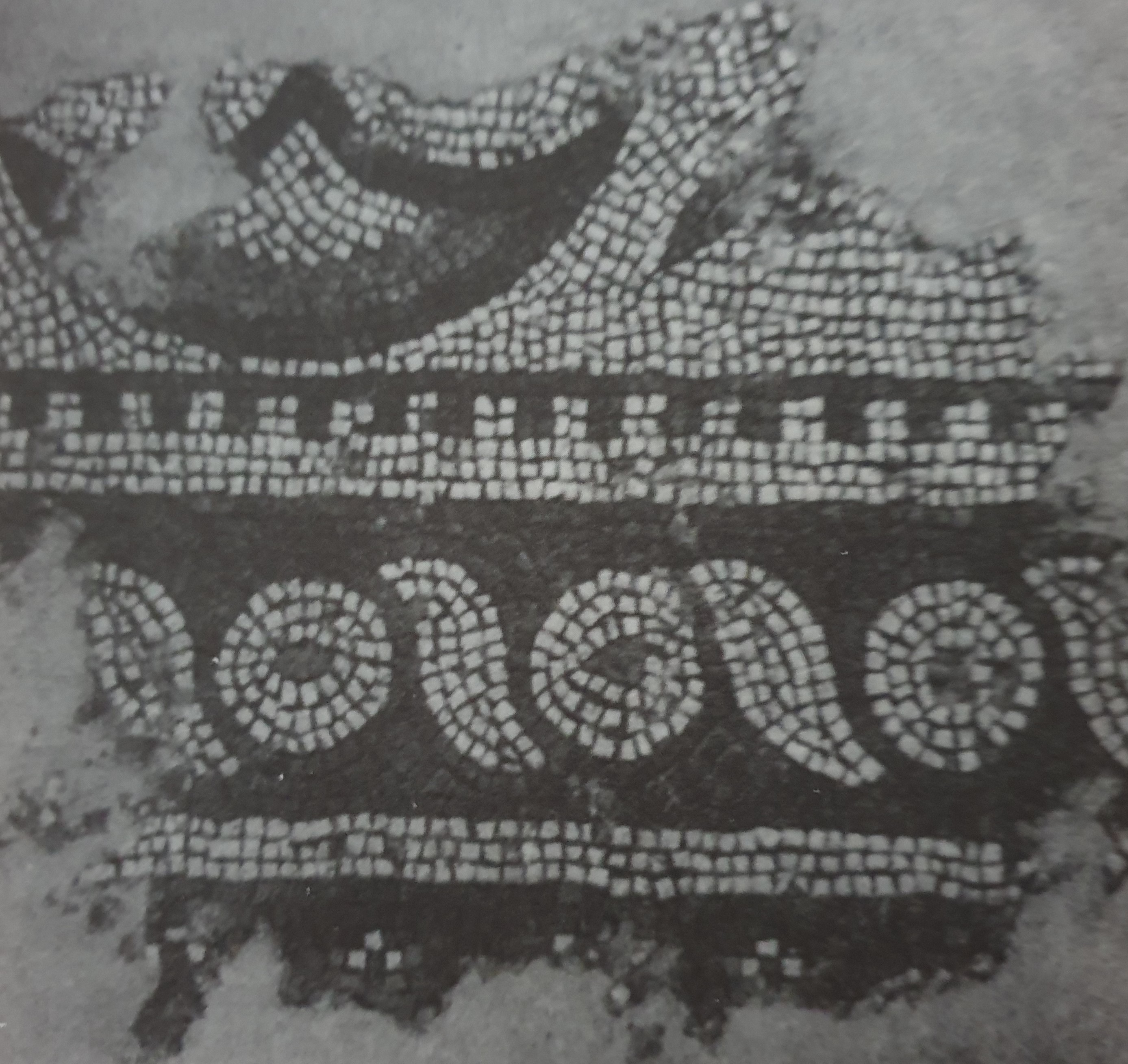
Frammento di mosaico pavimentale (dalla villa romana di Palazzo Pignano)

I reperti più significativi dell’età romana conservati nel museo sono quelli esposti nella sala II, interamente dedicata alla villa di Palazzo Pignano.
Essa è rappresentativa di un momento particolare della storia romana, il periodo del tardo impero, quando, parallelamente all'evoluzione della situazione politica, si verificarono, rispetto al periodo repubblicano, cambiamenti anche nel campo economico. La piccola proprietà terriera affidata ai coloni cedette il posto, gradualmente, alla media e alla grande proprietà (latifondo). Al centro di un latifondo si trovava generalmente la residenza dei proprietari: una grande “villa” (o “palatium”, costituita da numerosi appartamenti, anche lussuosi. E’ questo il caso dell'edificio scoperto negli anni Sessanta a Palazzo Pignano: un bell'esempio di architettura in villa in Lombardia. Esso è costituito da tre corpi per uno sviluppo complessivo in lunghezza di circa 200 metri: quello centrale (la villa vera e propria, con peristilio ottagonale e giardino interno), quello orientale (con una grande aula absidata) e quello occidentale (con resti di un edificio di culto a pianta circolare, sotto l'attuale chiesa dedicata S.Martino). L’estensione delle rovine ci dà l’idea di un edificio grandioso, paragonabile ad altre grandi ville rurali di età tardo-imperiale, come quella scoperta in Portogallo a Rabacal. (Lynn Passi Pitcher, "Archeologia della colonia di Cremona - La provincia", in "Storia di Cremona - L’età antica", 2003. pp. 216-219) .
Nella sala lo spazio espositivo maggiore è occupato da tre frammenti di un mosaico pavimentale scoperti nella campagna di scavo degli anni Sessanta, posizionati nella collocazione in cui si trovavano originariamente, così da dare un'idea dell'intero mosaico.
La decorazione è costituita da tessere disposte in modo da formare un motivo continuo a fusi bianchi (con un nucleo filiforme rosso) su fondo nero. I fusi sono inseriti in una cornice composta da cerchi bianchi alternati a elementi curvilinei, anch'essi bianchi. Erano esposti, in precedenza, al Museo civico di Cremona. 
Nelle due vetrine sono esposti alcuni oggetti di età romana, sia provenienti da Palazzo Pignano sia da altri luoghi: oggetti di culto, ornamenti, sculture (come il bel busto di Zeus della vetrina 13 e il torso di Dioniso esposto nel vano di accesso alla sala).
Altri reperti significativi dell’età romana nel Cremasco sono le monete recentemente trovate a Camisano, che costituiscono un vero e proprio “tesoretto”.
Nel pomeriggio di sabato 26 aprile 1997, alcuni abitanti di Camisano notarono che il mezzo meccanico usato per pulire il fondo della roggia Camisana, presso la cascina San Giacomo, aveva causato una frana della ripa di contenimento e che nell’acqua erano finite numerose monete che, a prima vista, sembravano molto antiche. Avvertite le autorità, iniziarono i lavori di scavo sistematici, sotto la guida dell’ispettrice della Soprintendenza Archeologica, Lynn Passi Pitcher, per individuare l’esistenza di altre monete. Dallo scavo emerse un ripostiglio a forma di pozzetto, fatto di ciottoloni e di cocci, che probabilmente era stato tagliato dai lavori di sistemazione della roggia e dal quale erano fuoriuscite le monete.
In totale vennero recuperate poco più di 500 monete, tutte costituite da sesterzi (ad eccezione di tre dupondi) in bronzo e quasi tutte coniate dalla zecca di Roma. Coprono un arco di tempo che va dal 71 d.C. (moneta più antica) al 253 d.C. (moneta più recente).

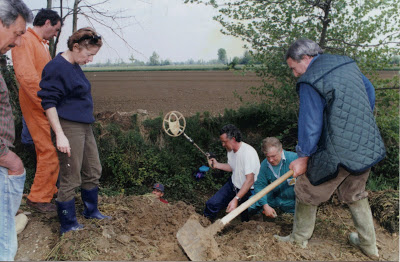
A sinistra, Lynn Passi Pitcher, ispettrice della Soprintendenza Archeologica, alla ricerca delle monete romane disperse nella roggia Camisana.

Il denaro di questo ripostiglio è stato raccolto probabilmente nel periodo immediatamente successivo a quello in cui venne coniata la moneta più recente, dunque intorno al 255 d.C.
Elenchiamo le monete in ordine cronologico:
- Vespasiano     (69-79 d.C.): un sesterzio
- Domiziano     (81-96 d.C.): tre sesterzi, un dupondio
- Nerva (96-98 d.C.): due sesterzi
- Traiano     (98-117 d.C.): 48 sesterzi
- Adriano (117-138 d.C.): 52 sesterzi (di cui uno per Sabina e due per Elio Cesare)
- Antonino Pio     (138-161 d.C.): 59 sesterzi (di cui uno per Faustina e 12 per Faustina Diva)
- Marco Aurelio (161-180 d.C.): 79 sesterzi (di cui 17 per Faustina II, 17 per Lucilla, 8 per Faustina II Diva, 3 per Commodo)
- Lucio Vero     (161-169 d.C.): 9 sesterzi (di cui uno per Lucilla)
- Commodo     (180-193 d.C.): 53 sesterzi (di cui due per Crispina)
- Didio Giuliano (193 d.C.): un sesterzio
- Settimio Severo (193-211 d.C.): 18 sesterzi (di cui 5 per Giulia Domna e due per Clodio Albino)
- Caracalla     (211-217 d.C.): un sesterzio
- Elagabalo     (219-222 d.C.): tre sesterzi
- Severo Alessandro (222-235 d.C.): 92 sesterzi (di cui 14 per Iulia Mamea e due per Orbiana)
- Massimino     (235-238 d.C.): 32 sesterzi (di cui uno per Paolina e due per Massimo)
- Gordiano     (238-244 d.C.): 37 sesterzi
- Filippo I     (245-249 d.C.): 10 sesterzi (di cui uno per Otacilia Severa)
- Treboniano Gallo (251-253 d.C.): un sesterzio
- 12 sesterzi e due dupondi illeggibili

Nella vetrina dedicata al “tesoretto” sono esposte circa 90 monete, di ciascuna delle quali si fornisce una sintetica descrizione. Si possono suddividere in due gruppi: il primo è dedicato alla descrizione del recto (diritto) delle monete, il secondo alla descrizione del rovescio.
Il recto, come in tutte le monete romane di età imperiale, è sempre costituito dal ritratto dell’imperatore, di cui si vuole mettere in evidenza il carattere e la personalità. Il rovescio trasmette invece un altro messaggio: vuol far conoscere, attraverso varie immagini simboliche, gli avvenimenti più importanti del governo dell’imperatore e il suo programma politico.

## L’età alto-medioevale
Il materiale alto-medioevale del museo è costituito soprattutto da corredi funebri di guerrieri longobardi, rinvenuti ad Offanengo e a Castelgabbiano ed esposti in alcune vetrine della sala III.

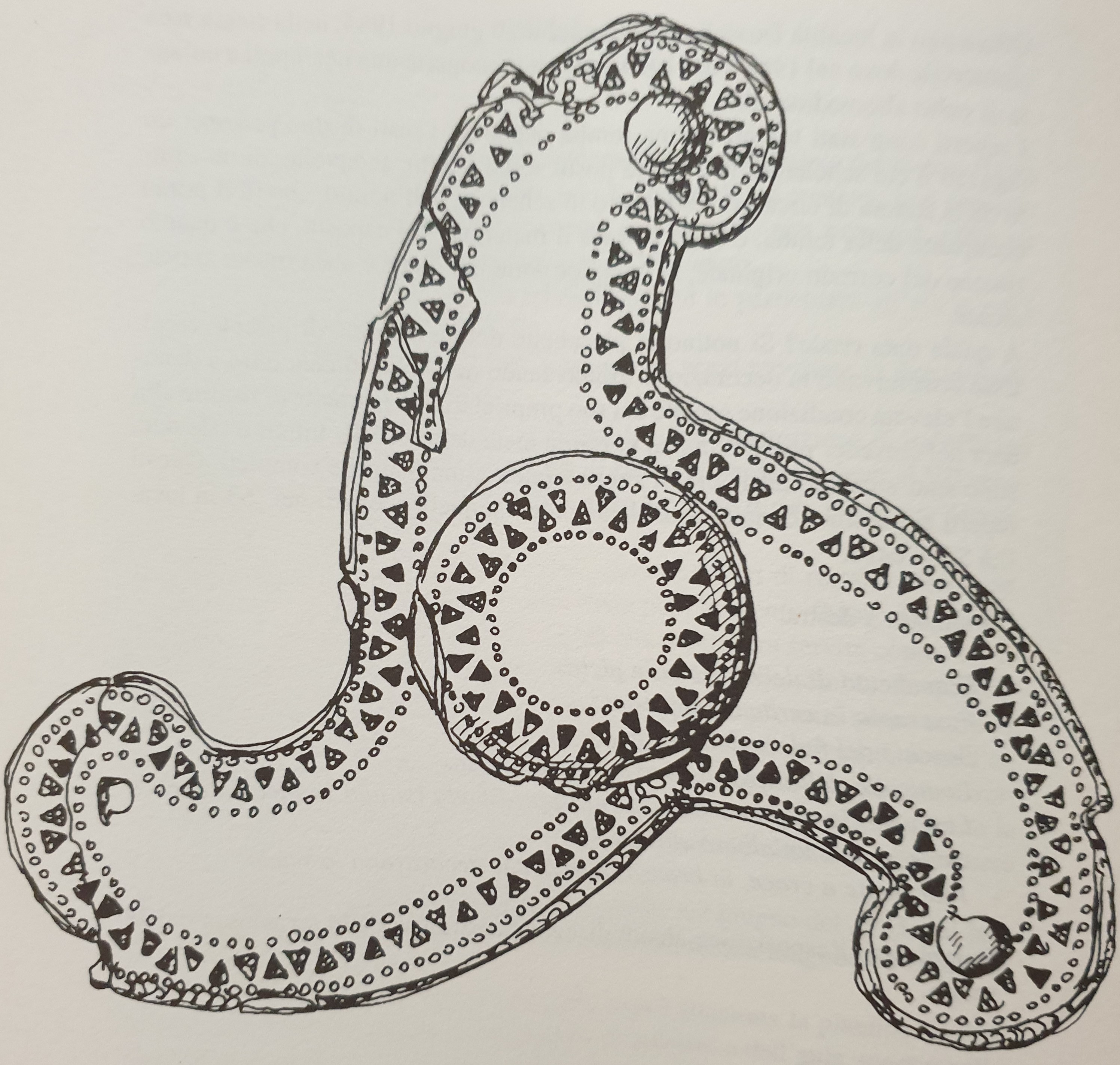
Triquetra (decorazione dello scudo), da una tomba longobarda di Offanengo.

I reperti sono quasi tutti frutto di campagne di scavi avvenute in due periodi: nel 1963 e negli anni 1983-85. Nel 1963, ad Offanengo, in località S. Lorenzo, in occasione della costruzione di un'officina meccanica, vennero scoperte tre tombe di età longobarda, risalenti al VII secolo, con ricchi corredi (croci d'oro, tessuti in broccato d'oro, borchie e decorazioni dorate). Dieci anni dopo, nell'autunno del 1983, durante lavori di restauro della cappella dedicata a S.Giovanni, in località detta popolarmente "More dal Dusèl", si scoprì un'area cimiteriale in parte sconvolta perché era servita come "cava" di materiale laterizio (riutilizzando mattoni e lapidi delle tombe). In quest'area vennero scoperte sette tombe del tipo "a cappuccina", tutte senza corredo. Nel giugno dell'anno successivo venne fatta un'ulteriore scoperta: sotto l'attuale cappella se ne rinvenne un'altra, di dimensioni doppie ed orientata diversamente, costituita da un'aula rettangolare terminante con un'abside. Tanto la necropoli quanto l'aula sono state attribuite al periodo altomedioevale, forse al secolo VII. Ma il Dossello riservò poi altre sorprese: infatti nel giugno del 1985, sul lato nord dell’aula di culto venne scoperta anche una tomba longobarda riferibile al VII sec. Tutto questo materiale ci suggerisce l'idea dell'importanza di Offanengo durante l'Alto Medioevo. Era senza dubbio il maggior insediamento longobardo del Cremasco, ma era anche un sito importante per i Cristiani, come testimoniano la cappella e la necropoli.
Tra le vetrine che espongono questi reperti, forse la più interessante è la numero 18 che contiene una parte del corredo rinvenuto, nel '63, in località S. Lorenzo, nella tomba numero 2, i cui pezzi sono uno splendido esempio di arte longobarda e costituiscono uno dei reperti più preziosi del museo.
Contenuto della vetrina:
- Una "spatha" in ferro (lunghezza: I metro circa, larghezza massima 5 cm circa), con elementi del fodero
- Una fibbia di cintura portaspada, e altre parti della cintura stessa
- Una parte di lama di cesoia
- Due speroni decorati all'agemina, con motivi rappresentanti animali stilizzati (forse serpenti, che si intrecciano in vario modo). Il metallo usato per l'ageminatura è argento.[13]